# Gouvernement Schallenberg
IIe République d'Autriche
Kurz II Nehammer
Le gouvernement Schallenberg (en allemand : Bundesregierung Schallenberg) est le gouvernement fédéral de la république d'Autriche entre le 11 octobre et le 6 décembre 2021, sous la XXVIIe législature du Conseil national.
Il est dirigé par le conservateur Alexander Schallenberg, successeur de Sebastian Kurz après sa démission, et repose sur une « coalition turquoise-verte » entre conservateurs et écologistes. Il succède au gouvernement Kurz II et cède le pouvoir à Karl Nehammer et à son gouvernement après le renoncement d'Alexander Schallenberg à la chancellerie.

## Historique du mandat
Ce gouvernement est dirigé par le nouveau chancelier fédéral conservateur Alexander Schallenberg, précédemment ministre fédéral des Affaires étrangères. Il est constitué et soutenu par une « coalition turquoise-verte » entre le Parti populaire autrichien (ÖVP) et Les Verts - L'Alternative verte (Grünen). Ensemble, ils disposent de 97 députés sur 183, soit 53 % des sièges du Conseil national.
Il est formé à la suite de la démission du chancelier fédéral Sebastian Kurz, au pouvoir depuis janvier 2020, en raison d'accusations de détournement de fonds publics.
Il succède donc au second gouvernement Kurz, constitué et soutenu par une coalition identique.

### Formation
En mai 2021, Sebastian Kurz révèle être visé par une enquête judiciaire : la justice le soupçonne d'être intervenu pour favoriser la nomination d'un proche à la tête d'une entreprise publique et d'avoir menti à ce sujet devant les députés.
Le ministère public autrichien annonce en octobre 2021 l'ouverture d'une enquête au sujet de Sebastian Kurz et de neuf autres personnes, tous soupçonnés de détournements de fonds publics. Le chancelier annonce sa démission le 9 octobre 2021, trois jours avant la mise au débat d'une motion de censure et alors que ses alliés écologistes réclamaient explicitement son départ,.
Sebastian Kurz ayant proposé qu'Alexander Schallenberg lui succède, ce dernier prête serment devant le président fédéral Alexander Van der Bellen le 11 octobre. Sebastian Kurz, redevenu député, prend la présidence du groupe parlementaire de l'ÖVP et conserve celle du parti. La chancellerie procurant formellement peu de prérogatives à son titulaire, il est perçu par l'opposition et les observateurs politiques comme un « chancelier fantôme ». Alexander Schallenberg conserve par exemple les collaborateurs de son prédécesseur,.

### Succession
Le 2 décembre, quelques heures après que Sebastian Kurz a annoncé son retrait complet de la vie politique, Alexander Schallenberg indique qu'il ne sera pas candidat à la présidence de l'ÖVP que son successeur laisse vacante, et qu'il a l'intention de démissionner de la chancellerie afin de la céder au futur chef du Parti populaire. Le lendemain, l'ÖVP désigne le ministre fédéral de l'Intérieur Karl Nehammer comme président du parti et futur chancelier, Alexander Schallenberg devant retrouver son précédent poste de ministre fédéral des Affaires étrangères.

## Composition
- Par rapport au gouvernement Kurz II, les nouveaux ministres sont indiqués en gras et ceux ayant changé d'attribution en italique.

| Fonction | Titulaire | Titulaire              | Titulaire              | Parti  |
| --- | --------- | ---------------------- | ---------------------- | ------ |
| Chancelier fédéral                                                                                                 |           | Alexander Schallenberg | Alexander Schallenberg | ÖVP    |
| Vice-chancelier Ministre fédéral des Arts, de la Culture, de la Fonction publique et des Sports                    |           | Werner Kogler          | Werner Kogler          | Grünen |
| Ministre fédéral des Affaires européennes et internationales                                                       |           | Michael Linhart        | Michael Linhart        | ÖVP    |
| Ministre fédéral du Travail                                                                                        |           | Martin Kocher          | Martin Kocher          | Sans   |
| Ministre fédéral de l'Éducation, de la Science et de la Recherche                                                  |           | Heinz Fassmann         | Heinz Fassmann         | Sans   |
| Ministre fédérale du Numérique et des Entreprises                                                                  |           | Margarete Schramböck   | Margarete Schramböck   | ÖVP    |
| Ministre fédéral des Finances                                                                                      |           | Gernot Blümel          | Gernot Blümel          | ÖVP    |
| Ministre fédéral de l'Intérieur                                                                                    |           | Karl Nehammer          | Karl Nehammer          | ÖVP    |
| Ministre fédérale de la Justice                                                                                    |           | Alma Zadić             | Alma Zadić             | Grünen |
| Ministre fédérale du Climat, de l'Environnement, de l'Énergie, des Mobilités, de l'Innovation et de la Technologie |           | Leonore Gewessler      | Leonore Gewessler      | Grünen |
| Ministre fédérale de la Défense nationale                                                                          |           | Klaudia Tanner         | Klaudia Tanner         | ÖVP    |
| Ministre fédérale de l'Agriculture, des Régions et du Tourisme                                                     |           | Elisabeth Köstinger    | Elisabeth Köstinger    | ÖVP    |
| Ministre fédéral des Affaires sociales, de la Santé, des Soins et de la Protection des consommateurs               |           | Wolfgang Mückstein     | Wolfgang Mückstein     | Grünen |
| Ministre fédérale de l'Intégration et des Droits des femmes                                                        |           | Susanne Raab           | Susanne Raab           | ÖVP    |
| Ministre fédérale de la Politique européenne                                                                       |           | Karoline Edtstadler    | Karoline Edtstadler    | ÖVP    |